# Samovar

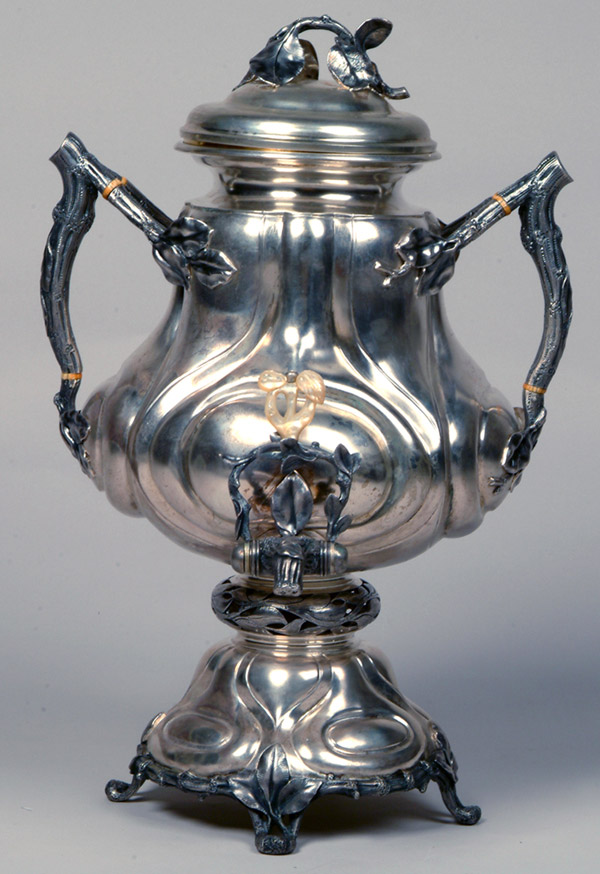
Samovar de prata.

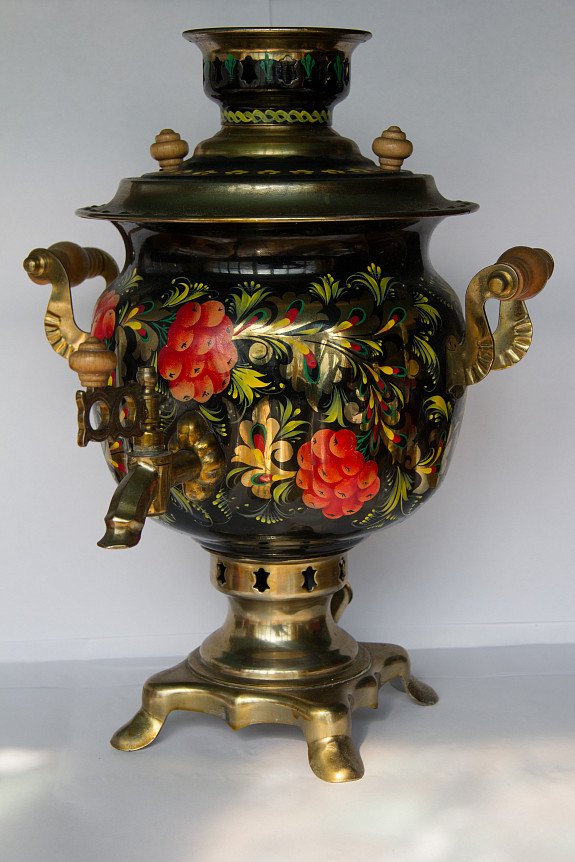
Samovar com pintura

Samovar é um utensílio culinário de origem russa utilizado para aquecer água e servir chá, sendo muito apreciado pelos czares. Este utensílio aparece com frequência na literatura russa do século XIX, em obras de Tolstói (por exemplo, emRessurreição), Dostoiévski e Máximo Gorki (por exemplo, em Vassa Zheleznova).

## Descrição
Nos dias atuais é muito utilizado pelos hotéis e empresas de catering, e para todo o tipo de eventos com bebidas quentes, tais como coffee breaks, bufês de pequeno almoço, coquetéis, etc. Pode substituir a garrafa térmica, com café, chá, chocolate, leite e todo o tipo de bebidas quentes. Apresentam-se mais ou menos estilizados, mas podem ser fabricados em prata, latão, com ou sem ornamentos, sendo os de uso profissional de linhas mais simples.